# سرخس بانو
سرخس بانو (نام علمی: Athyrium filix-femina) نام یک گونه از سرده سرخس ماده است.